# ستاينر نيلسن
ستاينر نيلسن (بالنرويجية البوكمول: Steinar Nilsen)‏ هو لاعب كرة قدم ومدرب كرة قدم نرويجي في مركز الدفاع، ولد في 1 مايو 1972 في ترومسو في النرويج. شارك مع منتخب النرويج تحت 21 سنة لكرة القدم ومنتخب النرويج لكرة القدم. أما مع النوادي، فقد لعب مع إيه سي ميلان وترومسو إيدريتسلاغ ونادي نابولي.

## وصلات خارجية
- ستاينر نيلسن على موقع اتحاد النرويج (النرويجية)
- ستاينر نيلسن على موقع قاعدة بيانات كرة القدم.إي يو (الإنجليزية)
- ستاينر نيلسن على موقع ناشيونال فوتبول تيمز (الإنجليزية)
- ستاينر نيلسن على موقع عالم كرة القدم.نت (الإنجليزية)
- ستاينر نيلسن على موقع IMDb (الإنجليزية)